# 大木彪楽
大木 彪楽（おおき ひゅうが、2003年4月11日 - ）は、日本のプロボクサー。静岡県浜松市出身。浜松堀内ボクシングジム所属。第5代日本ライトフライ級ユース王者。

## 来歴
小学6年生からボクシングを始めて、U-15大会で優勝。飛龍高校卒業。
2022年10月1日のプロデビュー戦は6回ドロー。
その後2024年3月18日、後楽園ホールで王者坂間叶夢と日本ユースライトフライ級タイトルマッチを行う予定だったが、前日3月17日坂間の体調不良で中止。なお同日、坂間は死去。同年7月14日、刈谷あいおいホールにて岡朱里と日本ユースライトフライ級王座決定戦を行い、判定勝ちで日本ユース王座獲得。

## 戦績
- アマ戦績25戦22勝(15RSC)3敗
- プロ戦績3戦2勝(1KO)1分

## 獲得タイトル
- 第5代日本ライトフライ級ユース王座（防衛0）